# Греция на «Евровидении-2014»
Греция принимала участие в конкурсе песни «Евровидение 2014» в Копенгагене, Дания. Представитель был выбран путём национального отбора при помощи конкурса «Eurosong 2014 — MAD show», организованным греческим национальным вещателем «NERIT».

## Eurosong 2014 — MAD show
В январе 2014 года «NERIT» объявил, что снова достиг соглашение с частным музыкальным каналом «MAD TV» взять на себя организацию и производства национального финала, чтобы выбрать композицию для представления Греции на конкурсе. 11 февраля 2014 года были объявлены кандидаты которые принимали участие в конкурсе.
Они являлись:
- «Freaky Fortune»
- Krystallia
- Kostas Martakis
- Josephine

### Финал
Национальный финал состоялся 11 марта 2014 года в «Acro Music Hall» в Афинах. Конкурс вели Деспина Ванди и Йоргос Капотзидис. Конкурирующие исполнители исполняли свою песню в дополнение к серии выступлений из ряда гостей, которые ознаменовали 40-летие первого греческой участия на Евровидении. Среди гостей были: Паскалис Арванитидия, Марианна Толи, Роберт Уильямс, Бесси Аргираки, «Melisses», Elpida, «Tamta», Софи Воссоу, Деми, Кэти Гарби, «Vegas», Каломира и Клайди.
| № | Исполнитель                  | Песня                                            | Перевод             | Музыка (м) / Текст т)                                                                                     | Телезрители (50 %) | Жюри (50 %) | Всего (%) | Место |
| - | ---------------------------- | ------------------------------------------------ | ------------------- | --- | ------------------ | ----------- | --------- | ----- |
| 1 | Crystallia                   | «Petalouda stin Athina» (Πεταλούδα στην Αθήνα)   | Butterfly in Athens | Nikos Antypas (м), Aris Davarakis (т)                                                                     | 9.72               | 12.35       | 22.07     | 3     |
| 2 | «Freaky Fortune» и Riskykidd | «Rise Up»                                        | —                   | Freaky Fortune (м/т), Riskykidd (т)                                                                       | 22.33              | 14.51       | 36.83     | 1     |
| 3 | Костас Мартакис              | «Kanenas de me stamata» (Κανένας δεν με σταματά) | Nobody can stop me  | Elias Kozas(м/т)                                                                                          | 14.20              | 13.89       | 28.09     | 2     |
| 4 | Mark Angelo feat. Josephine  | «Dancing Night»                                  | —                   | Mark F. Angelo (м/т), Thomas Karlsson (м/т), Fast Lane (м/т), Josephine Wendel (м/т), Melina Makris (м/т) | 3.75               | 9.26        | 13.01     | 4     |

## На Евровидении
Представитель Греции на конкурсе выступал во второй половине второго полуфинала, который прошёл 8 мая 2014 года в Копенгагене и прошёл в финал, заняв 7 место в полуфинале с 74 баллами. В финале исполнители заняли 20 место с 35 баллами.